# Чурин, Игнатий Лукич
Игнатий Лукич Чурин — советский государственный и политический деятель.

## Биография
Родился в 1906 году
Член ВКП(б) с 1941 года.
С 1935 года — на общественной и политической работе. В 1935—1962 гг. — машинист Чусовского локомотивного депо, машинист электровоза депо станции Чусовского депо Свердловской железной дороги.
Инициатор движения машинистов-передовиков на Свердловской железной дороге. Предложил перевозить грузы по железной дороге связкой из нескольких локомотивов. С осени 1941 года связки локомотивов стали перевозить грузы в два раза большей массы. Помимо Чурина активными участниками движения стали М. М. Костромин, П. И. Радыгин, В. Н. Плясунов, В. И. Миславский и др.
Избирался депутатом Совета Союза Верховного Совета СССР 3-го, 4-го, 5-го созывов от Пермской (Молотовской) области.